# Giovanni Audiffredi
Giovanni Audiffredi (Cuneo, 24 novembre 1808 – Torino, 1º aprile 1875) è stato un imprenditore e politico italiano, senatore del regno di Sardegna e d'Italia.

## Biografia
Nacque da Giovanni Battista Audiffredi e Marianna Drago. Fu innanzitutto uno studioso di scienze agronomiche e soprattutto di bachicoltura; fu membro del Consiglio superiore dell'agricoltura e socio dell'Accademia d'agricoltura di Torino. Innovatore delle tecniche di coltivazione dei bachi da seta, ne divulgò le tecniche e fu imprenditore agricolo prima, e successivamente poi imprenditore industriale per la produzione della seta grezza. Venne fatto nominare senatore del regno di Sardegna, per censo, da Camillo Benso, conte di Cavour il 20 ottobre 1853. Audiffredi fu tuttavia di sentimenti repubblicani e mantenne a lungo contatti con Giuseppe Mazzini.

## Scritti
- Regole per il buon governo dei bachi da seta nel circondario di Cuneo, Saluzzo : Enrici, 1849
- Ai coltivatori dei bachi a seta : consigli, del cav. Audiffredi, Cuneo : Tip. Riba, 1852
- Della nuova infezione dei bachi da seta, e mezzi di precauzione contro la stessa : regole per far buona semente, Torino, 1896
- Utilità di promuovere la produzione serica in Piemonte, Torino, 1899